# Nuaillé-sur-Boutonne
Nuaillé-sur-Boutonne ist eine ehemalige französische Gemeinde mit 187 Einwohnern (Stand: 1. Januar 2022) im Département Charente-Maritime in der Region Nouvelle-Aquitaine (vor 2016: Poitou-Charentes). Sie gehörte zum Arrondissement Saint-Jean-d’Angély. Die Einwohner werden Nuailléens und Nuailléennes genannt.
Der Erlass des Präfekten vom 30. September 2024 legte mit Wirkung zum 1. Januar 2025 die Eingliederung von Nuaillé-sur-Boutonne als Commune déléguée zusammen mit der früheren Gemeinde Saint-Georges-de-Longuepierre zur Commune nouvelle Rives-de-Boutonne fest. Der Name der Commune nouvelle wurde mit dem Erlass des Präfekten vom 28. Oktober 2024 nachträglich geändert.

## Geografie

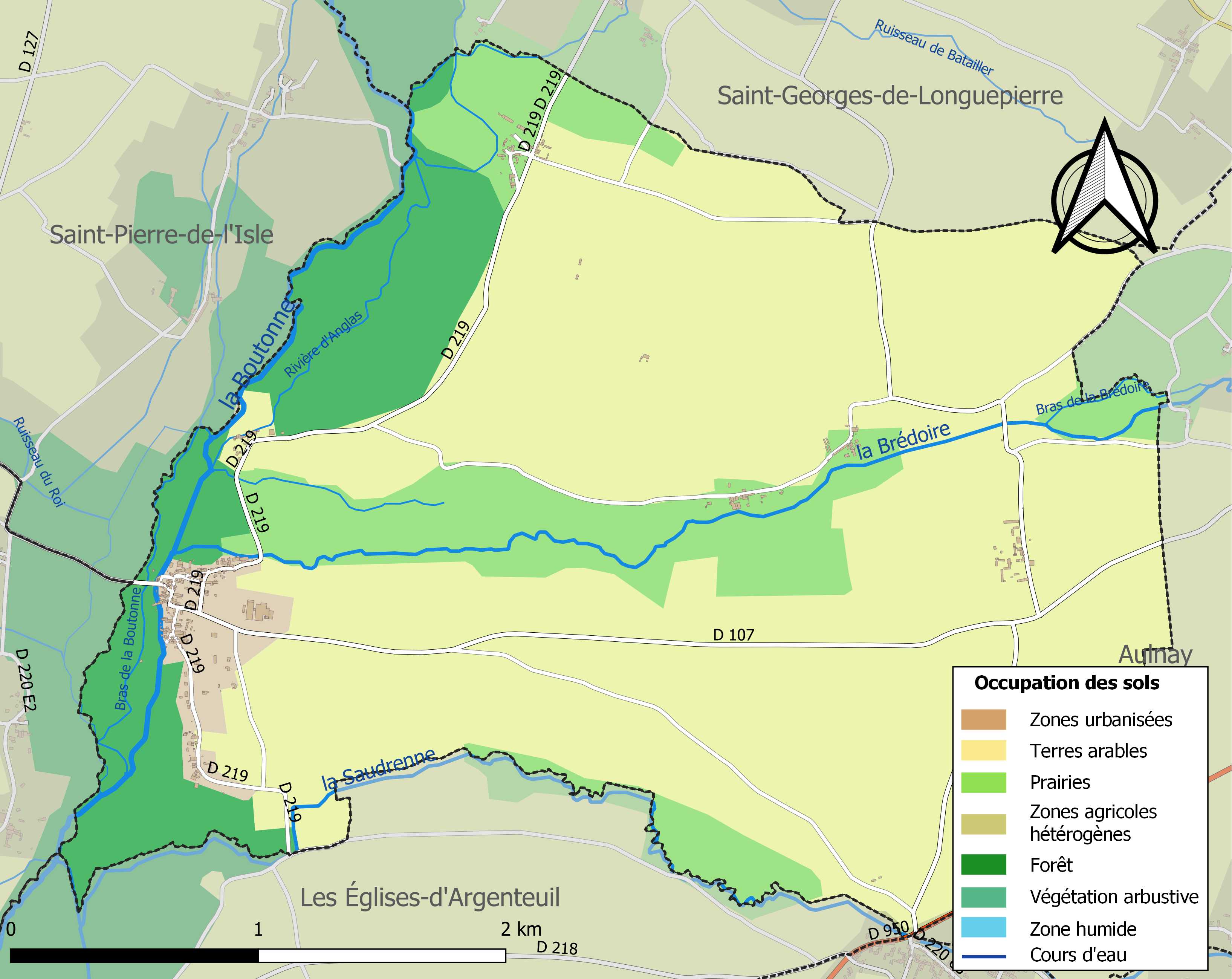
Bodennutzung, Hydrografie und Infrastruktur von Nuaillé-sur-Boutonne (2018)

Nuaillé-sur-Boutonne liegt etwa 58 Kilometer ostsüdöstlich von La Rochelle und etwa 34 Kilometer nordöstlich von Saintes im Norden der historischen Provinz der Saintonge. Das Ortsgebiet wird entwässert von der Boutonne, einem Nebenfluss der Charente, die es im Westen begrenzt. Die Flüsse Brédoire und Saudrenne durchqueren Nuaillé-sur-Boutonne von Ost nach West, bevor sie hier in die Boutonne münden. Das Zentrum liegt leicht oberhalb der Boutonne auf einer Höhe von etwa 26 m. Das Bodenrelief erhebt sich leicht beiderseits der Brédoire mit einer höchsten Erhebung im Nordosten mit 69 m. Der tiefste Punkt von Nuaillé-sur-Boutonne wird mit 21 m Höhe im Südwesten beim Austritt der Boutonne aus dem Ortsgebiet gemessen.
Rund 86 % der Fläche von Nuaillé-sur-Boutonne werden landwirtschaftlich, hauptsächlich als Kulturboden, genutzt, rund 12 % sind bewaldet, besonders entlang der Boutonne, rund 3 % entfallen auf bebaute Gebiete (Stand: 2018).
Umgeben wird Nuaillé-sur-Boutonne von der Commune déléguée Saint-Georges-de-Longuepierre im Norden sowie von den Nachbargemeinden Aulnay im Osten, Paillé im Südosten und Süden, Les Églises-d’Argenteuil im Süden, Saint-Pardoult im Südwesten sowie Saint-Pierre-de-l’Isle im Westen und Nordwesten.

## Bevölkerungsentwicklung
| Jahr                       | 1962 | 1968 | 1975 | 1982 | 1990 | 1999 | 2006 | 2013 | 2020 |
| Einwohner                  | 274  | 244  | 233  | 202  | 196  | 178  | 190  | 209  | 191  |
| Quellen: Cassini und INSEE |      |      |      |      |      |      |      |      |      |

## Sehenswürdigkeiten
- Kirche Notre-Dame aus dem 12. Jahrhundert, seit 1984 als Monument historique klassifiziert
- Ruinen des Priorats Notre-Dame von Oulmes aus dem 12. Jahrhundert, 1326 erwähnt, seit 1980 in Teilen als Monument historique klassifiziert

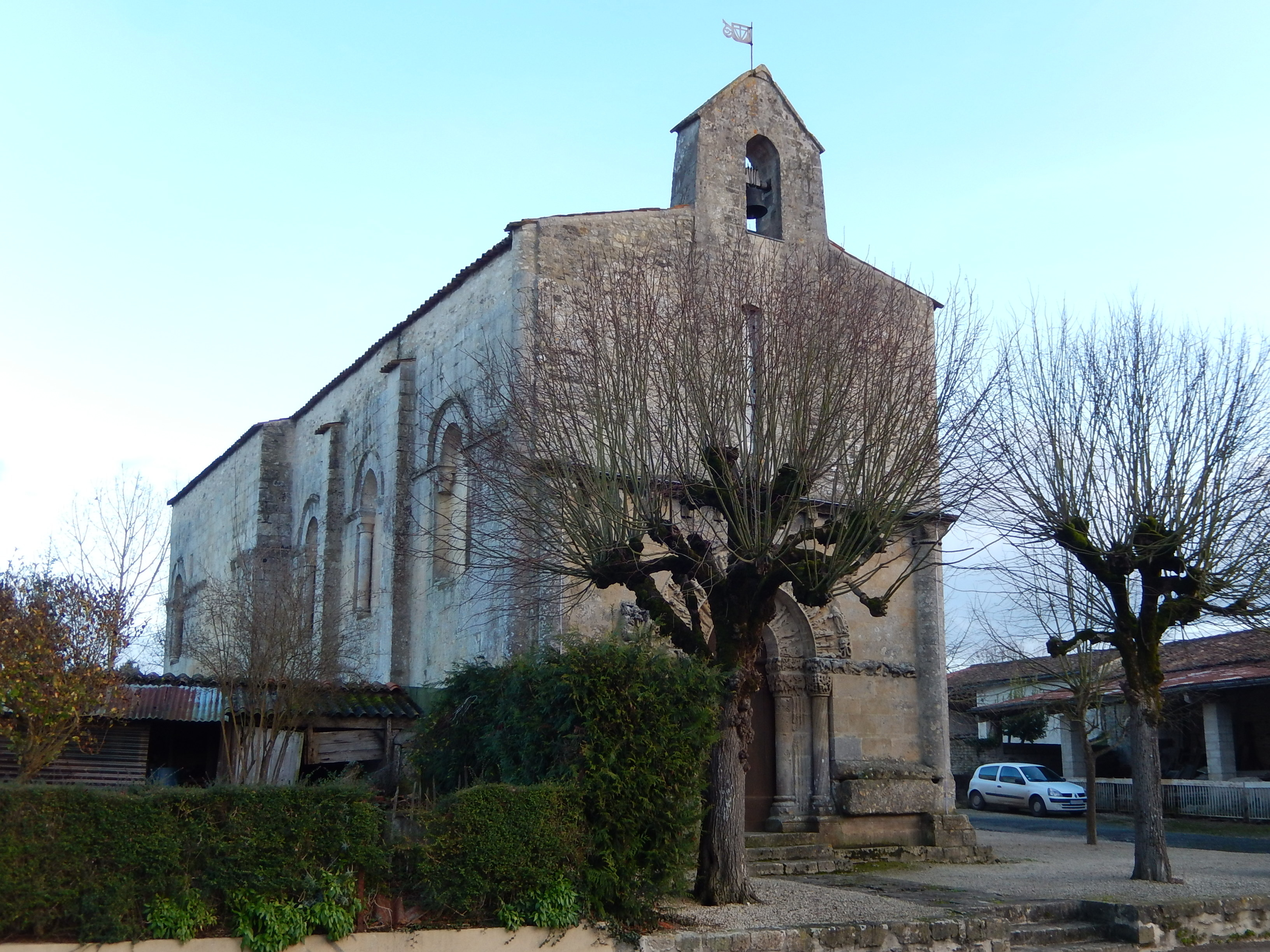
Kirche Notre-Dame
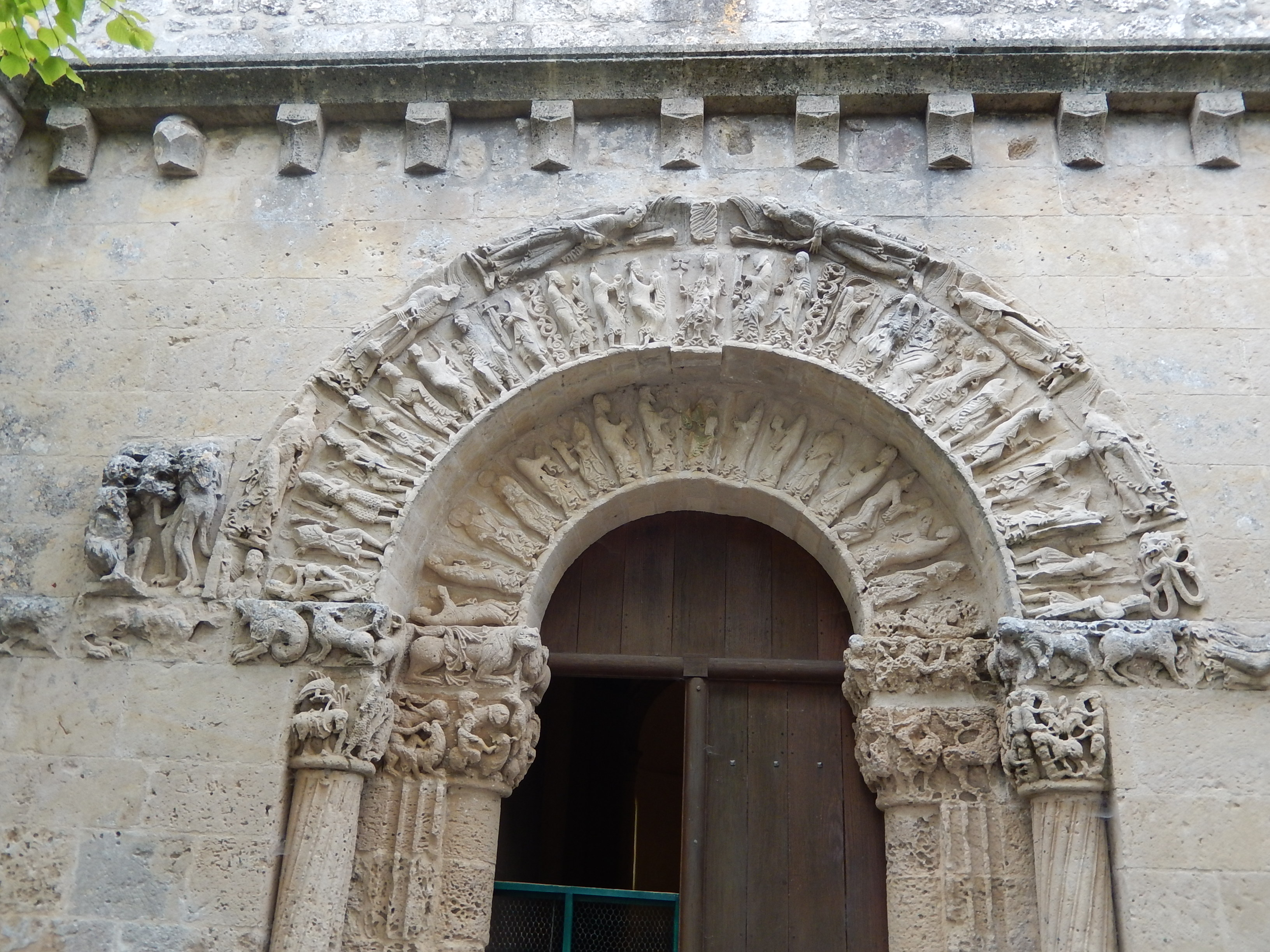
Eingangsportal
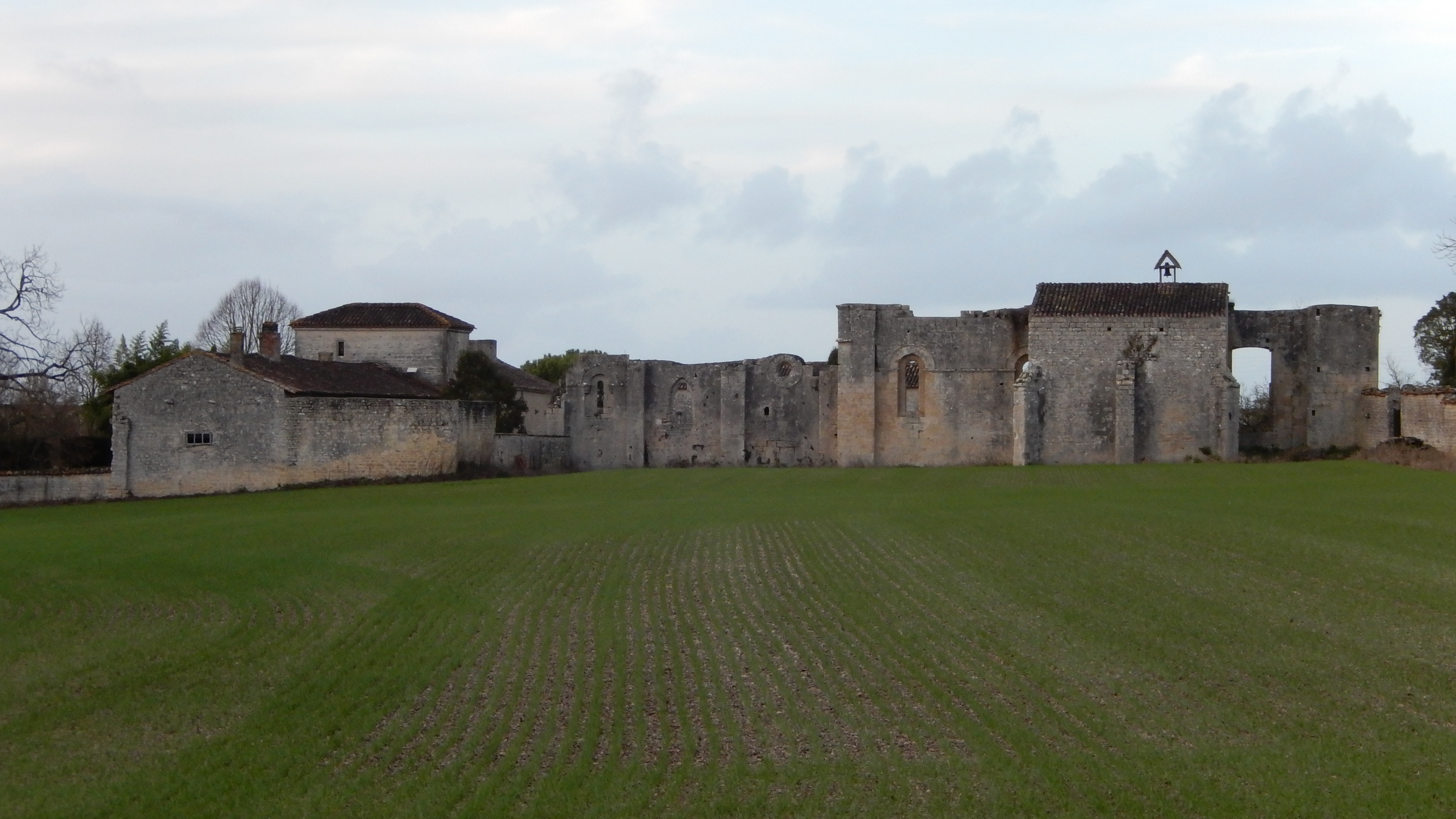
Ehemaliges Priorat Notre-Dame von Oulmes